# Petukangan
Petukangan is een bestuurslaag in het regentschap Pekalongan van de provincie Midden-Java, Indonesië. Petukangan telt 2128 inwoners (volkstelling 2010).